# Cymothales tjederi
Cymothales tjederi is een insect uit de familie van de mierenleeuwen (Myrmeleontidae), die tot de orde netvleugeligen (Neuroptera) behoort. 
Cymothales tjederi is voor het eerst wetenschappelijk beschreven door Mansell in 1987.